# Rampage: Total Destruction
Rampage: Total Destruction è un videogioco d'azione sviluppato da Pipeworks Software e pubblicato da Midway. Il gioco è il seguito dell'arcade Rampage, prodotto da Midway nel 1986.

## Trama
Un lavoratore della Scum Labs mostra un video su un uomo di nome George, intento a testare una bevanda prodotta dalla Scum, la Scum Soda. Il video mostra George che viene colpito da una mutazione e poi finisce.
L'uomo racconta al suo superiore, Mr. Z, che tale mutazione si è presentata solo in alcuni individui. Mr. Z, preoccupato per la pubblicità negativa, chiede quante persone mutate ci sono, e il dipendente risponde che vi possono essere circa 30 o 40 di questi esseri, ma ha già interpellato uno scienziato per risolvere il problema. Lo scienziato mostra poi il suo progetto, consistente in enormi tubi criogenici per congelare e nascondere le creature: a quel punto George, trasformatosi in un gigantesco scimmione, si arrampica sull'edificio e afferra l'uomo, e Mr. Z si rende conto allora che il problema è molto serio.

## Personaggi e località
| Personaggi giocabili | Personaggi giocabili | Personaggi giocabili | Personaggi giocabili |
| --- | --- | --- | --- |
| - Amanda l'Armadillo (a) - Bart il Pipistrello (a) - Boris il Rinoceronte (b,c) - Brian il Cervello (a,b) - Bubba il Blob (a) - Cal il Calamaro (a) | - Crock il Coccodrillo (a) - Cyril lo Scoiattolo (a,b) - Edwin l'Invasore (a) - Eyegore l'Alieno (a) - Fabio la Pulce (a,b) | - Fifi il Barboncino (a,b) - George la Scimmia (c) - Gilman il Pesce palla (c) - Harry lo Yeti (a) - Icky l'Echidna (a) | - Jack il Jackalope (a) - Jill la Medusa (a) - Joe l'Uomo selvatico (a) - Kyle il Ciclope (a) - Kingston il Cobra reale (a) |
| - Leon il Leone (a) - Lizzy il Dinosauro (c) - Marco lo Squalo (a) - Natalie il Nautilo (a) - Nick il Demone (a)                                    | - Philbert l'Ungulato (a) - Plucky il Pollo (a,b) - Ralph il Lupo (c) - Ramsey il Montone (c) - Rhett il Ratto (c)          | - Rojo il Toro (a) - Rocky il Granito (a) - Ruby l'Aragosta (b,c) - Sarah il Ragno (a,b) - Shelby la Tartaruga (a)      | - Squirmy il Verme (a,b) - V.E.R.N l'Abominio (b) - Venus la Pianta (a) - Wally il Facocero (a)                             |
| Località | | | |
| - Chicago - Dallas (b) | - Hong Kong - Las Vegas | - Londra - Los Angeles                                                                                                  | - New York City - San Francisco                                                                                             |

a. Personaggio sbloccabile

b. Esclusivo per Nintendo Wii

c. Inizialmente giocabile

## Modalità di gioco
Come i giochi precedenti della serie, lo scopo è quello di abbattere gli edifici per guadagnare punti. Altri punti si possono guadagnare mangiando la gente o lanciando le auto contro gli edifici. I mostri vengono danneggiati da pallottole o granate. Vi sono due modalità, entrambe che consentono fino a quattro giocatori: Re della Città, in cui bisogna conquistare un'intera città, e Re del Mondo, in cui si deve conquistare un certo numero di città.

## Accoglienza
Dopo la sua uscita, Rampage: Total Destruction ha ricevuto un'accoglienza mista, con un punteggio critico medio del 54 per la versione PS2, 61 per quella GameCube e 48 per quella Wii, quest'ultimo ha ricevuto un punteggio pessimo per via della difficoltà di movimento. Tra l'altro il gioco non presenta molte novità, solo un mucchio di mostri nuovi e una sensazione di grafica 3D, anche se rimane lo stesso 2D. Comunque sia, nonostante la mediocre reazione positiva, è stato venduto oltre un milione di copie secondo la Midway.